# Palem Raya
Palem Raya is een bestuurslaag in het regentschap Ogan Ilir van de provincie Zuid-Sumatra, Indonesië. Palem Raya telt 2827 inwoners (volkstelling 2010).